# 원흥 (후한)
원흥(元興)은 중국 후한(後漢) 화제(和帝)의 두 번째 연호이다. 105년 4월에서 12월까지 9개월 동안 사용하였다. 12월에 화제의 뒤를 이어 즉위한 상제(殤帝)가 남은 기간 동안 이어서 사용하였으며 106년에 개원하였다.

## 개원
영원(永元) 17년 5월 18일(105년 6월 17일)에 연호를 원흥(元興)으로 개원함.

## 연대대조표
| 원흥                | 원년       |
| 서력                | 105년      |
| 육십간지 (六十干支) | 을사(乙巳) |

## 같이 보기
- 다른 왕조의 같은 연호
  - 손오(孫吳) 원흥(264년 ~ 265년)
  - 동진(東晉) 원흥(402년 ~ 404년)

- 중국의 연호